# Neuf-Brisach
Neuf-Brisach (pronunciación francesa: [nœfbrizak] o [nøbrizak]; en alemán:Neubreisach; en alsaciano:Nei-Brisach) es una ciudad fortificada y comuna del departamento de Alto Rin, en la región francesa de Alsacia.  
La ciudad fortificada estaba destinada a proteger la frontera entre Francia y el Sacro Imperio Romano Germánico y, posteriormente, de los estados alemanes. Fue construida después de la firma del Tratado de Rijswijk (1697), que provocó que Francia perdiera la ciudad de Breisach, en la orilla opuesta del Rin. El nombre de la ciudad significa Nuevo Breisach. 
Hoy en día, la ciudad es Patrimonio de la Humanidad por la UNESCO debido a la excelencia de sus fortificaciones militares y su testimonio de la influencia de Vauban en la arquitectura militar durante los siglos XVII y XIX.

## Historia
Las obras de la ciudad fortificada comenzaron en 1698, según los planos de Vauban, ingeniero militar al servicio de Luis XIV. Vauban murió en 1707 y ésta, su última obra, fue completada por Louis de Cormontaigne. 
El diseño de la ciudad era el de una "ciudad ideal", como era popular en ese momento, con un patrón de calles en cuadrícula regular dentro de una fortificación octogonal. Se dio un espacio generoso a una plaza central a lo largo de los cuatro bloques del medio, flanqueada por una impresionante iglesia. Había bloques individuales para el uso privado, ya sea como casas lujosas con jardines particulares o como propiedades para alquiler comercial. Las viviendas más sencillas se integraban en largos bloques de viviendas, construidos dentro de cada muro cortina, lo que también tenía el efecto de proteger las mejores casas del cañoneo enemigo. El acceso se realizaba a través de grandes puertas en los cuatro muros cortina principales.
Las fortificaciones son el trabajo final de Vauban y la culminación de su "tercer sistema". Movimientos de tierra en forma de estrella. El muro cortina era en gran parte octogonal, con cada flanco separado aproximadamente en tres y el bastión exterior sobresaliendo ligeramente, para flanquear el centro de los muros. Cada esquina tenía una torre bastión pentagonal elevada que se proyectaba hacia afuera, los puntos más altos del sistema. Los movimientos de tierra exteriores eran profundos y ocupaban una área mayor que la propia ciudad. Los muros interiores estaban rodeados por tenailles delante de los centros de los muros cortina y contraguardias delante de los baluartes. Delante del centro de cada cortina había un gran revellín tetraédrico, y los que estaban delante de las puertas también estaban rematados por un reduit en la parte trasera. Fuera de todos estos movimientos de tierra había un camino cubierto.
Durante las guerras napoleónicas, fue bloqueada por las tropas de la Sexta Coalición durante 106 días no rindiéndose hasta la capitulación de Napoleón a mediados de abril de 1814.
La ciudad sufrió daños en la Segunda Guerra Mundial, pero aún representa un ejemplo muy claro de las últimas obras de fortificación de principios del siglo XVIII. Durante la Segunda Guerra Mundial, fue ocupada por Alemania, que operaba un campo de tránsito de Dulag para prisioneros de guerra franceses. 
En 2008, la ciudad nueva de Neuf-Brisach fue declarada Patrimonio de la Humanidad por la UNESCO como parte del grupo de las Fortificaciones de Vauban.

## Demografía
| 2000 | 1721 | 1746 | 1837 | 2005 | 2020 | 2432 | 2498 | 3893 | 3268 | 3456 | 1981 | 2627 | 2772 | 2223 | 2155 | 3052 | 3291 | 3307 | 3522 | 2809 | 1603 | 2100 | 1940 | 2150 | 1163 | 1764 | 2127 | 2580 | 2579 | 2205 | 2092 | 2197 | 2237 | 2185 | 2032 | 1950 | 1963 | 1947 |
| Para los censos de 1962 a 1999 la población legal corresponde a la población sin duplicidades (Fuente: INSEE [Consultar]) |      |      |      |      |      |      |      |      |      |      |      |      |      |      |      |      |      |      |      |      |      |      |      |      |      |      |      |      |      |      |      |      |      |      |      |      |      |      |